# Acțiunea B (film)
Acțiunea B (titlul original: în cehă Akce B) este un film dramatic cehoslovac, realizat în 1952 de regizorul Josef Mach, după romanul omonim al scriitorului Eduard Fiker, protagoniști fiind actorii Josef Bek, Rudolf Deyl, Bohumil Smutný și Miloš Vavruška.
Acțiunea B a fost o operațiune militară a forțelor de securitate SNB cehoslovace, desfășurată împotriva Armatei Insurgente din Ucraina (OUN), între anii 1945–1948.

## Rezumat
La doi ani după sfârșitul celui de-al doilea război mondial, rămășițele diviziilor Armatei Insurgente Ucrainene, numite „banderoviști”, după numele fostului comandant Stepan Bandera, încearcă să ajungă din Polonia prin Slovacia spre vest până în Germania. Deoarece întreprind acțiuni diversioniste și pe teritoriul Cehoslovaciei, secțiuni ale armatei și Corpul Național de Securitate sunt desfășurate pentru a le lichida. Membrii lor sunt avertizați de posibile întâlniri cu spioni și colaboratori ai banderoviștilor. Între timp, anchetatorii SNB arestează membrii clerului catolic care achiziționează arme și documente false. Soldații operează în zona Fatra Mică, dar se confirmă că cineva din interior, informează banderoviștii despre mișcările planificate. Trădătorul este locotenentul Rychta, care este demascat în cele din urmă și condamnat.
Într-o mică tavernă, soldatului Ondra căruia îi place de Anička, vede că aceasta s-a întâlnit mai târziu cu un colaborator al banderoviștilor. Se declanșează o tiradă de împușcături, unii banderoviști sunt arestați dar se pierd vieți de ambele părți. În noiembrie 1947, după capturarea grupului lăsat de Banderas, pacea și liniștea au fost restabilite în Slovacia.

## Distribuție
- Josef Bek – căpitanul Synek
- Rudolf Deyl – locotenentul Málek
- Bohumil Smutný – locotenent Rychta
- Miloš Vavruška – caporal Tonda
- Karel Richter – caporalul Venda
- Jiří Sovák – soldatul Jula
- Martin Ťapák – soldatul Ondra Pavlovič
- Antonín Šůra – soldatul Láďa
- Mikuláš Huba – maiorul SNB (în ro. Corpul Național de Securitate)
- Oldřich Lukeš – sublocotenentul SNB, Suk
- Antonie Hegerlíková – Mária, o țărancă
- Miloslav Holub – Burlak, banderovist
- Jaroslav Mareš – Juzek Kuczerjavý, banderovist
- Josef Chvalina – Fenda, banderovist
- František Holar – Gočeň, banderovist
- Vlasta Chramostová – Ofelie, amanta lui Burlak
- Otýlie Benísková – menajera la parohie
- Stanislav Langer – monsignore
- Dana Medřická – agenta Polana în realitate Juditta Werner alias Anička
- Jozef Šikuta – preotul
- Věra Váchová – secretara
- Radovan Lukavský – agentul
- J. O. Martin – un țăran slovac
- Jozef Kroner – cizmarul
- Miroslav Svoboda – diversionist
- Ondrej Jariabek – cârciumarul